# Johann Wenzel von Gallas

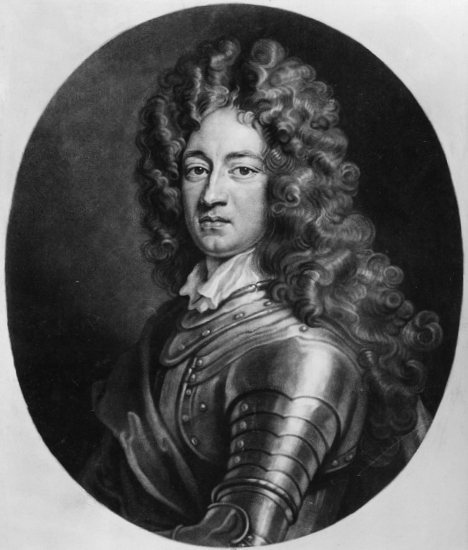
Johann Wenzel von Gallas (ca. 1707)
Kupferstich nach einem Gemälde von Godfrey Kneller

Johann Wenzel Graf von Gallas zum Schloss Campo und Freyenthurn (auf Martarella), Herzog von Lucera (Apulien), Besitzer der Herrschaften Friedland, Reichenberg, Grafenstein, Lämberg u. a., (* 23. Mai 1669 auf Gut Horzeniowes, Königgrätzer Kreis; † 25. Juli 1719 in Neapel, Italien) war ein böhmischer Diplomat und Statthalter sowie Großgrundbesitzer im Heiligen Römischen Reich Deutscher Nation.

## Leben

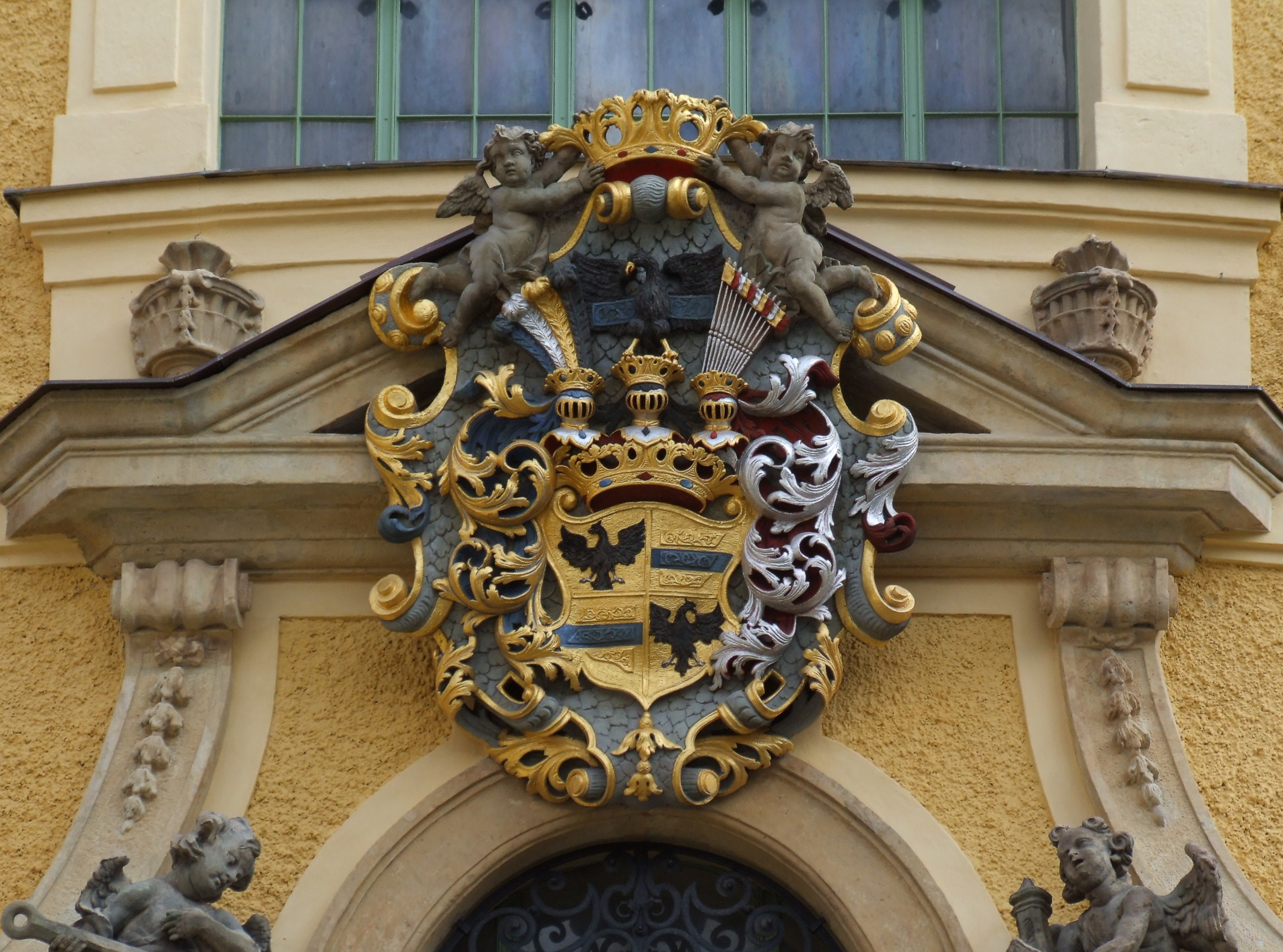
Gallaswappen – Kirche Maria Heimsuchung in Hejnice/Haindorf

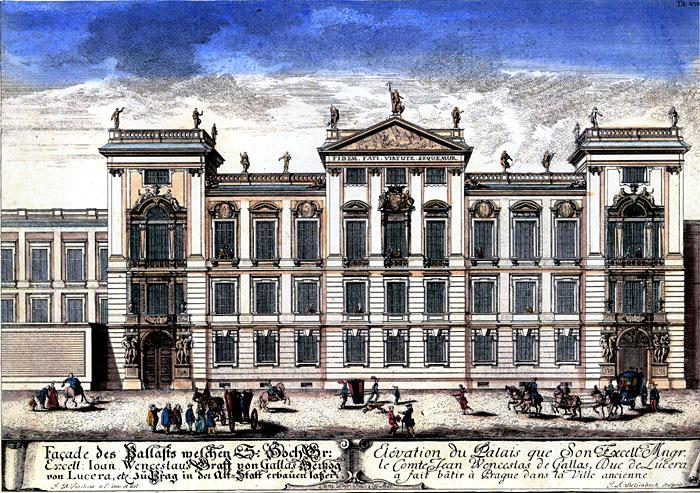
Gallas-Palais in Prag

Johann Wenzel von Gallas war der älteste Sohn des Kaiserlichen Generals und Juristen Graf Franz Ferdinand von Gallas (1635–1697), auf Friedland und Reichenberg in Nordböhmen und dessen zweiter Ehefrau Johanna Emerentia Gräfin Gaschin von Rosenberg und ein Enkel des Kaiserlichen Generalleutnants Matthias Gallas zum Schloß Campo und Freyenthurn (datiert 1632), Herzog von Lucera, Grande von Spanien, (1588–1647), auf Friedland, Reichenberg, Smirschitz und Horzeniowes.
Johann Wenzel von Gallas war Ritter des Ordens vom Goldenen Vlies, Oberstlandmarschall des Königreichs Böhmen, kaiserlicher Verwalter des Herzogtums Limburg und zuletzt Vizekönig von Neapel, wo er 1719 starb. Während des Spanischen Erbfolgekriegs (1701–1714) war er von 1705 bis 1711 Kaiserlicher Gesandter am Hof von St. James in London, 1711 in Den Haag und 1714 bis 1719 beim Heiligen Stuhl in Rom. Er ist Gründer des Dorfes Johannesthal bei Reichenberg und Erbauer des Prager Palais Clam-Gallas. 1698 veranlasste er die Niederlassung des Ordens der Franziskaner an der von seinem Vater Franz Ferdinand erbauten Wallfahrtskirche Mariä Heimsuchung in Haindorf. Im Jahr 1707 erwarb er von den Grafen von Trauttmansdorff die 12.600 Hektar umfassende Grundherrschaft Grafenstein für 400.000 fl., die neben dem Hauptort Grottau die Orte Kratzau, Weißkirchen (damals noch Heinersdorf), Engelsberg, Wetzwalde, Ketten, Ullersdorf, Niederberzdorf u. a. umfasste. 1712 kaufte er das Gut Neundorf für 69.000 fl.

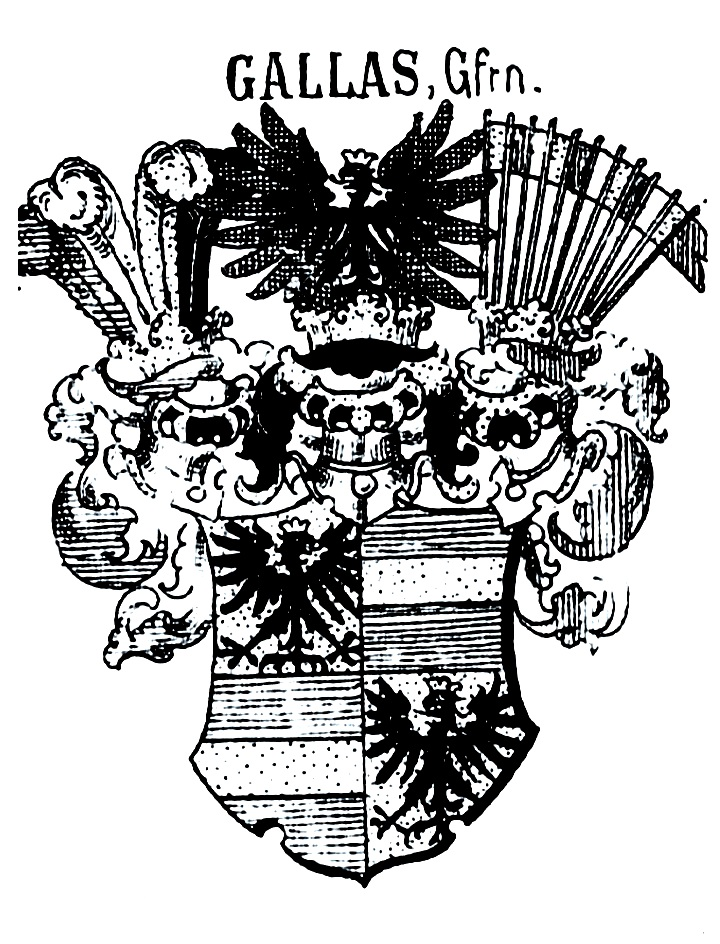
1632 anlässlich Erhebung seines Großvaters Matthias Gallas in den Reichsgrafenstand verliehenes Wappen: Feld 1 und 4: Gnadenzeichen zur Reichsgrafenwürde; 2 und 3: Stammwappen Gallas

Am 25. April 1700 heiratete Johann Wenzel von Gallas in Wien in erster Ehe Maria Anna Francisca Eva Gräfin von Dietrichstein zu Nikolsburg (* 10. August 1681; † 1704/1705). Nach ihrem Tod heiratete er am 26. August 1716 deren Schwester Maria Ernestine Gräfin von Dietrichstein zu Nikolsburg und Großpriesen, (* 13. Juli 1683; † 30. Januar 1744). Diese vermählte sich dem Tod Johann Wenzels 1721 Aloys Raimund Thomas Graf von Harrach zu Rohrau (1669–1742), den Nachfolger ihres verstorbenen Mannes im Amt des Vizekönigs von Neapel.

## Nachkommen
- Aus erster Ehe hatte Johann Wenzel den Sohn Philipp Joseph von Gallas, der am 23. Mai 1757 kinderlos verstarb. Mit ihm erlosch diese Linie im Mannesstamm. Er war Inhaber der Grundherrschaften Friedland und Reichenberg und kaufte 1726 von Hauptmann Karl Josef von Bredau die Grundherrschaft Lämberg mit Zubehör für 291.000 fl. und 4000 fl. Schlüsselgeld. Er war K.k. Geheimrat, Landhofmeister und Obersthoflehensrichter im Königreich Böhmen, 1726 verehelicht mit Maria Anna Gräfin Collona von Fels, verstorben 1759, Tochter des Georg Leonhard Graf Collona von Fels und der Margarethe Gräfin von Sporck und Schwester der Aloysia Gräfin Collona von Fels, verehelicht mit Johann Christian Freiherr von Clam. Deren Sohn Christian Philipp Freiherr von Clam (1748–1805), (Böhmisches Inkolat 1757) wurde nach testamentarischer Verfügung seines Onkels Philipp Josef von Gallas nach dessen Tod 1759 Erbe der Grundherrschaften Friedland, Reichenberg, Grafenstein und Lämberg und der Familienresidenz Palais Clam-Gallas und in Wien und übernahm den Namen Gallas und begründete die Linie Clam-Gallas. Dies wurde im Jahr 1768 durch die Erzherzogin und Böhmische Königin Maria Theresia bestätigt.

- Johann Wenzels zweiter Ehe entstammte die Tochter Maria Elisabeth (* 18. Januar 1718; † 8. Januar 1737). Sie heiratete am 25. Oktober 1733 Ferdinand Bonaventura von Harrach-Thannhausen. Die Ehe blieb kinderlos.